# Lawon
Lawon (hebr. לבון; ang. Lavon) – wieś komunalna położona w Samorządzie Regionu Misgaw, w Dystrykcie Północnym, w Izraelu.

## Położenie
Lawon jest położona na wysokości 551 metrów n.p.m. na południowym skraju Górnej Galilei. Leży w paśmie góskim Matlul Curim, który wznosi się od północy nad Doliną Bet ha-Kerem. Różnica wysokości między poziomem wioski a dnem doliny dochodzi do 300 metrów. Na północny wschód od wsi wznosi się szczyt góry Har Chaluc (729 m n.p.m.). Na północy jest wadi strumienia Bet ha-Emek. Okoliczne wzgórza są zalesione. W otoczeniu wsi Lawon znajdują się miasto Karmiel, miejscowości Kisra-Sumaj, Peki’in, Nachf, Dejr al-Asad i Kefar Weradim, kibuc Kiszor, moszaw Lappidot, oraz wieś komunalna Har Chaluc. Na północy jest strefa przemysłowa Tefen, a na południowym zachodzie strefa przemysłowa Karmiel.

### Podział administracyjny
Lawon jest położona w Samorządzie Regionu Misgaw, w Poddystrykcie Akka, w Dystrykcie Północnym Izraela.

## Demografia
Stałymi mieszkańcami wsi są wyłącznie Żydzi. Tutejsza populacja jest świecka:

Źródło danych: Central Bureau of Statistics.

## Historia
Osada została założona w 1980 roku w ramach rządowego projektu Perspektywy Galilei, którego celem było wzmocnienie pozycji demograficznej społeczności żydowskiej na północy kraju. Nową wieś nazwano na cześć izraelskiego polityka Pinchasa Lawona. Grupa założycielska składała się ze zwolenników filozofii Rudolfa Steinera (antropozofia). Trudności ekonomiczne, niedostatek gruntów rolnych oraz skaliste podłoże, spowodowały rozłam wśród mieszkańców. W 1982 roku większość mieszkańców wyjechała stąd i założyła nowy kibuc Harduf. Wieś Lawon znalazła się wówczas w głębokim kryzysie. Aby zaradzić spadkowi liczby mieszkańców, utworzono tutaj centrum szkolenia żołnierzy. Wieś została zamieszkana przez ludność cywilną dopiero w 2000 roku. W następnych latach wieśch przeżywała okres gwałtownej rozbudowy.

## Edukacja
Wieś utrzymuje przedszkole. Starsze dzieci są dowożone do szkoły podstawowej we wsi Gilon.

## Kultura i sport
We wsi jest ośrodek kultury z biblioteką. Z obiektów sportowych jest basen pływacki, boisko do koszykówki oraz siłownia.

## Infrastruktura
We wsi jest przychodnia zdrowia, sklep wielobranżowy oraz warsztat mechaniczny.

## Gospodarka
Lokalna gospodarka opiera się przemyśle, który jest skoncentrowany w niewielkiej strefie przemysłowej Lawon. Powstała ona w zachodniej części wioski, na terenie dawnej szkoły wojskowej. Część mieszkańców dojeżdża do pracy poza wsią.

## Transport
Ze wsi wyjeżdża się na północny zachód na lokalną drogę, którą jadąc na wschód dojeżdża się do wsie komunalnej Har Chaluc, lub jadąc na zachód do skrzyżowania z drogą nr 854. Jadąc nią na południowy wschód dojeżdża się do miejscowości Nachf i skrzyżowania z drogą ekspresową nr 85, lub jadąc na północny zachód do skrzyżowania z drogą nr 8544 (prowadzi na zachód do kibucu Kiszor) i dalej do moszawu Lappidot.